# Изърд (окръг, Арканзас)
Окръг Изърд (на английски: Izard County) е окръг в щата Арканзас, Съединени американски щати. Площта му е 1513 km², а населението – 13 696 души (2010). Административен център е град Мелбърн.